# Cyphochilus ventriglaber
Cyphochilus ventriglaber är en skalbaggsart som beskrevs av Brenske 1903. Cyphochilus ventriglaber ingår i släktet Cyphochilus och familjen Melolonthidae. Inga underarter finns listade i Catalogue of Life.